# Остергофен
Остергофен (нім. Osterhofen) — місто в Німеччині, у федеральній землі Баварія. Підпорядковується адміністративному округу Нижня Баварія. Входить до складу району Деггендорф.
Площа — 111,19 км2. Населення становить 11 816 ос. (станом на 31 грудня 2020).